# Giro d’Italia 1997
Der 80. Giro d’Italia wurde in 22 Etappen vom 17. Mai bis zum 8. Juni 1997 ausgetragen und von Ivan Gotti aus Bergamo gewonnen.
Vorjahressieger Pawel Tonkow führte die Rundfahrt bis zum Start der bergigen 14. Etappe an, auf der er durch den Etappensieger Gotti abgelöst wurde. Zuvor war bereits der Mitfavorit Marco Pantani auf der 8. Etappe ausgeschieden, nachdem er nach einer Kollssion mit einem Hund gestürzt war.

## Etappen
| Etappe | von                           | nach                     | km       | Sieger                  | Nation      |
| ------ | ----------------------------- | ------------------------ | -------- | ----------------------- | ----------- |
| 1      | Venedig (VE)                  | Venedig (VE)             | 128      | Mario Cipollini         | Italien     |
| 2      | Mestre (VE)                   | Cervia (RA)              | 211      | Mario Cipollini         | Italien     |
| 3      | Santarcangelo di Romagna (RN) | San Marino (San Marino)  | 18 (EZF) | Pawel Tonkow            | Russland    |
| 4      | San Marino (San Marino)       | Arezzo (AR)              | 155      | Mario Cipollini         | Italien     |
| 5      | Arezzo (AR)                   | Terminillo (RI)          | 215      | Pawel Tonkow            | Russland    |
| 6      | Rieti (RI)                    | Lanciano (CH)            | 205      | Roberto Sgambelluri     | Italien     |
| 7      | Lanciano (CH)                 | Mondragone (CE)          | 206      | Marcel Wüst             | Deutschland |
| 8      | Mondragone (CE)               | Cava de’ Tirreni (SA)    | 210      | Mario Manzoni           | Italien     |
| 9      | Cava de’ Tirreni (SA)         | Castrovillari (CS)       | 233      | Dimitri Konyshev        | Russland    |
| 10     | Castrovillari (CS)            | Tarent (TA)              | 186      | Mario Cipollini         | Italien     |
| 11     | Lido di Camaiore (LU)         | Lido di Camaiore (LU)    | 163      | Gabriele Missaglia      | Italien     |
| 12     | La Spezia (SP)                | Varazze (SV)             | 214      | Giuseppe Di Grande      | Italien     |
| 13     | Varazze (SV)                  | Cuneo (CN)               | 146      | Glenn Magnusson         | Schweden    |
| 14     | Racconigi (CN)                | Cervinia (AO)            | 238      | Ivan Gotti              | Italien     |
| 15     | Verrès (AO)                   | Borgomanero (NO)         | 170      | Alessandro Baronti      | Italien     |
| 16     | Borgomanero (NO)              | Dalmine (BG)             | 156      | Fabiano Fontanelli      | Italien     |
| 17     | Dalmine (BG)                  | Verona (VR)              | 190      | Mirko Gualdi            | Italien     |
| 18     | Baselga di Pinè (TN)          | Cavalese (TN)            | 39 (EZF) | Serhiy Honchar          | Ukraine     |
| 19     | Predazzo (TN)                 | Pfalzen (BZ)             | 220      | José Luis Rubiera Vigil | Spanien     |
| 20     | Bruneck (BZ)                  | Passo del Tonale (TN-BS) | 179      | José Jaime González     | Kolumbien   |
| 21     | Malé (TN)                     | Edolo (BS)               | 239      | Pawel Tonkow            | Russland    |
| 22     | Darfo Boario Terme (BS)       | Mailand (MI)             | 165      | Mario Cipollini         | Italien     |

Das Rosa Trikot wurde von drei verschiedenen Fahrern getragen:
- Mario Cipollini ( Italien): 1. und 2. Etappe
- Pawel Tonkow ( Russland): von der 3. bis zur 13. Etappe
- Ivan Gotti ( Italien): von der 14. Etappe bis zum Ziel

## Endstand

### Gesamtwertung
| Rang | Name                             | Nationalität | Zeit       |
| ---- | -------------------------------- | ------------ | ---------- |
| 1    | Ivan Gotti                       | Italien      | 102h53'58" |
| 2    | Pawel Tonkow                     | Russland     | 1'27"      |
| 3    | Giuseppe Guerini                 | Italien      | 7'40"      |
| 4    | Nicola Miceli                    | Italien      | 12'20"     |
| 5    | Serhiy Honchar                   | Ukraine      | 12'44"     |
| 6    | Wladimir Belli                   | Italien      | 12'48"     |
| 7    | Giuseppe Di Grande               | Italien      | 12'54"     |
| 8    | Marcos Antonio Serrano Rodríguez | Spanien      | 16'07"     |
| 9    | Stefano Garzelli                 | Italien      | 18'08"     |
| 10   | José Luis Rubiera Vigil          | Spanien      | 18'56"     |

### Andere Wertungen
- Intergiro: Dimitri Konyshev ( Russland)
- Punkte: Mario Cipollini ( Italien)
- Berg: José Jaime González ( Kolumbien)